# Aeroporto de Blumenau
O Aeroporto Regional de Blumenau  (IATA: BNU, ICAO: SSBL), conhecido também como Aeroporto Quero-Quero, numa alusão à ave abundante na região, é um aeródromo público localizado no município brasileiro de Blumenau, no estado de Santa Catarina.
Foi construído e é administrado pela prefeitura do município. Está apto para pouso e decolagem de aeronaves de pequeno porte, modelos particulares e da aviação executiva.
Junto ao aeródromo estão instalados o Aeroclube de Blumenau, com a escola de aviação civil, que oferece cursos de instrutor de voo para aviões, piloto comercial de avião, piloto privado de avião e comissário de voo, além de voos panorâmicos. Clubes de paraquedismo utilizam as instalações para instruções e saltos.
Não conta com voos comerciais, tendo a demanda de passageiros da região suprida pelo Aeroporto Internacional de Navegantes, localizado a 45 km do centro de Blumenau.

## Histórico
O Aeroporto de Blumenau foi inaugurado em 1970. Sua pista de terra com 1 150 metros de comprimento foi homologada em dezembro de 1972 e asfaltada em dezembro de 1985, com 1 050 x 18 metros, ampliada em 1986 para 1 080 metros. Foi nesta década que operou voos para o Aeroporto de Congonhas, em São Paulo, pela Rio Sul, com aeronaves Bandeirante. 
Nos anos 90 a TAM serviu o aeroporto, inicialmente com os Cessna Caravan e Fokker 27, depois com os Fokker 50. Porém, quando a empresa padronizou sua frota com aeronaves Fokker 100, não foi possível manter os voos pelas limitações da pista. O Aeroporto de Blumenau passou, então, a atender somente voos executivos e aeronaves de pequeno porte.
Em 1998, a pista foi alargada, passando de 14 para 30 metros. Em 2001 foi implantada uma taxiway e pátio de aeronaves, com melhorias no terminal de passageiros.
Houve um projeto para ampliação da pista, prevendo mais 17 metros em sua largura e um quilômetro na extensão, além da modernização do terminal de passageiros e cargas, mas a proposta não foi adiante pela falta de espaço, devido às propriedades particulares nos arredores do aeródromo e de alguns morros próximos da cabeceira 18. Aliado a isso, em 1996, a queda de um Fokker 100 da TAM, dentro da cidade de São Paulo, levou o prefeito da época a vetar a ampliação, pelo risco de manter operações comerciais numa região densamente povoada. Todavia algumas melhorias, como a reforma da sede do aeroclube e do terminal de passageiros foram concretizadas.
A Ocean Air, posteriormente Avianca Brasil, chegou a oferecer horários partindo de Blumenau, com aeronaves Brasília, logo cancelados por falta de demanda.A Brava linhas aéreas, antiga NHT Linhas Aéreas, anunciou a operação no aeroporto, mas suspendeu suas atividades antes de efetivar os serviços.
Em 2022 foi iniciada a implantação do balizamento noturno, com auxílios visuais e iluminação da pista, e o cercamento do sítio aeroportuário.